# 鮑威爾頓 (伊利諾伊州)
鮑威爾頓（英語：Powellton）是位於美國伊利諾伊州漢考克縣的一個非建制地區。該地的面積和人口皆未知。

## 地理
鮑威爾頓的座標為40°32′09″N 91°16′08″W / 40.53583°N 91.26889°W，而該地的平均海拔高度為211米（即692英尺）。